# Gloria Wigney
Gloria Wigney, född 17 november 1934, är en friidrottare från Australien. Hon deltog vid olympiska sommarspelen 1956 och olympiska sommarspelen 1960.